# Queens' College
 (septembre 2023).
 (mai 2025).
Si vous disposez d'ouvrages ou d'articles de référence ou si vous connaissez des sites web de qualité traitant du thème abordé ici, merci de compléter l'article en donnant les références utiles à sa vérifiabilité et en les liant à la section « Notes et références ».
Pour l'établissement newyorkais, voir Queens College.
Pour les articles homonymes, voir Queen's.

Armoiries de Queens’ College (Cambridge).

Le Queens’ College est un des 31 collèges de l’université de Cambridge au Royaume-Uni.
Le collège a été fondé en 1448 par Marguerite d’Anjou (épouse d'Henri VI d'Angleterre) dont il porte les armoiries brisées. Il est fondé à nouveau en 1465 par Élisabeth Woodville (épouse d'Édouard IV d'Angleterre). Cette double fondation se reflète dans l'orthographe de son nom : « Queens' », et non « Queen's », bien que son nom complet est : The Queen's College of St Margaret and St Bernard, commonly called Queens' College, in the University of Cambridge.

## Histoire et fondation
Le Queens' College est l'un des collèges les plus anciens et les plus prestigieux de l'Université de Cambridge, au Royaume-Uni. Son histoire remonte à la fin du XVe siècle et est marquée par des fondations multiples.

### Fondation par Marguerite d'Anjou (1448)
Queens' College a été fondé en 1448, sous le règne du roi Henri VI d'Angleterre, par Marguerite d'Anjou, l'épouse du roi. Marguerite a souhaité créer un collège à Cambridge pour former des étudiants dans les domaines de la théologie et des arts libéraux. Elle a choisi de nommer le collège en l'honneur de la sainte Vierge Marie.
Le collège a été conçu pour être un établissement d'enseignement mixte, accueillant à la fois des hommes et des femmes. Bien qu'à l'époque, l'admission des femmes était limitée. Les premiers bâtiments ont été construits autour de deux cours principales et sont aujourd'hui connus sous le nom de Old Court et Cloister Court.

### Fondation par Élisabeth Woodville (1465)
En 1465, Élisabeth Woodville, l'épouse d'Édouard IV d'Angleterre, a refondé Queens' College. Cette double fondation a marqué le collège d'une manière unique et se reflète dans son nom actuel, « Queens' », avec une apostrophe à la fin pour indiquer la double fondation.
L'objectif d'Élisabeth était de renforcer l'institution et de garantir son succès continu. Cette fondation a également eu un impact significatif sur l'architecture du collège, avec la construction de nouvelles ailes et l'agrandissement des bâtiments existants.

### Évolution au fil des siècles
Au cours des siècles, il y a eu de nombreuses phases de développement et d'expansion. Les bâtiments ont été rénovés et modernisés, tout en préservant l'architecture historique caractéristique. Le collège est devenu un centre d'excellence académique et a continué à attirer des étudiants brillants de partout dans le monde.
Fier de son héritage, de ses traditions et de son engagement envers l’excellence académique, Queens' College continue de prospérer en tant qu'institution éducative de premier plan au sein de l'Université de Cambridge.

## Bâtiments et architecture
1. Old Court (Première Cour) : Old Court est l'une des parties les plus anciennes et emblématiques du collège. Il a été construit au cours des années 1440 et est caractérisé par son style gothique tardif. La cour est entourée de bâtiments à colombages et abrite la chapelle du collège, qui est réputée pour sa beauté architecturale et sa vitrerie médiévale. La porte d'entrée principale, appelée "Old Gate," est un point de repère bien connu.
2. Cloister Court (Cour des Cloîtres) : Cette cour a été ajoutée au XVIe siècle et présente une architecture de style Renaissance. Elle est entourée de galeries à arcades et abrite la bibliothèque du collège, qui possède une riche collection de manuscrits anciens et de livres rares.
3. Mathematical Bridge (Pont Mathématique) : Ce pont en bois est l'un des symboles les plus célèbres de Queens' College. Bien que le pont actuel ait été construit au XVIIIe siècle, il est conçu pour ressembler à un pont en arc sans clé, utilisant un ingénieux arrangement de poutres en bois. Le pont relie les deux rives du fleuve Cam et offre une vue pittoresque sur la rivière.
4. Bâtiments modernes : En plus de ses bâtiments historiques, Queens' College comprend également des installations modernes qui offrent des logements, des espaces d'étude et de recherche, ainsi que des salles à manger. Ces bâtiments plus récents sont conçus pour se fondre harmonieusement avec le cadre historique du collège.
5. Chapelle : La chapelle de Queens' College est un chef-d'œuvre de l'architecture gothique tardive. Elle est connue pour son impressionnante voûte en éventail et ses vitraux médiévaux bien préservés.

L'architecture de Queens' College est un mélange de styles, allant du gothique tardif à la Renaissance, en passant par des éléments plus modernes. Le collège offre aux étudiants et aux visiteurs une atmosphère unique où l'histoire et l'éducation se rencontrent, créant ainsi un cadre inspirant pour l'apprentissage et la vie universitaire.

## Anciens élèves célèbres
1. Stephen Fry : L'acteur, écrivain et comédien britannique Stephen Fry est l'un des anciens élèves les plus célèbres de Queens' College. Il est connu pour ses rôles dans des films, des séries télévisées et sa contribution à la littérature.
2. Sir David Attenborough : Le naturaliste, présentateur et réalisateur de documentaires David Attenborough a fréquenté Queens' College. Il est renommé pour ses documentaires sur la nature et sa contribution à la sensibilisation à l'environnement.
3. Thomas Gray : Le poète Thomas Gray est un ancien élève de Queens' College. Il est l'auteur du célèbre poème "Élégie écrite dans un cimetière de campagne", qui est devenu un classique de la littérature anglaise.
4. John Maynard Keynes: L'économiste John Maynard Keynes a étudié à Queens' College. Ses idées ont eu une influence majeure sur l'économie moderne, notamment sa théorie keynésienne qui a contribué à façonner les politiques économiques du XXe siècle.
5. Graeme Garden : Le comédien et écrivain Graeme Garden, membre du groupe comique The Goodies, est également un ancien élève de Queens' College. Il est célèbre pour son travail dans la comédie télévisée britannique.
6. Tim Harford : L'économiste et écrivain Tim Harford, connu pour ses livres à succès tels que "Le Pouvoir des chiffres" (The Power of Numbers), a étudié l'économie à Queens' College.
7. Peter Lilley : L'homme politique britannique Peter Lilley, ancien membre du Parlement et membre du Parti conservateur, est un ancien élève de Queens' College.
8. Rabindranath Tagore : Bien que Tagore soit plus largement associé à l'Université de Calcutta, il a également étudié à Queens' College lors de son séjour en Angleterre. Tagore est un écrivain, poète et musicien bengali qui a remporté le prix Nobel de littérature en 1913.
9. Salman Rushdie : L'écrivain Salman Rushdie, auteur du roman "Les Versets sataniques" (The Satanic Verses), a étudié à Queens' College.

Ces anciens élèves illustrent la diversité des réalisations et des contributions qui ont émané de Queens' Collège, couvrant des domaines allant de la littérature et de la comédie à l'économie, à la politique et à la science. Le collège a joué un rôle essentiel dans la formation d'individus talentueux et influents qui ont laissé leur marque dans le monde.

## Vie étudiante
1. Logement : Les étudiants de Queens' College ont la possibilité de vivre sur le campus, ce qui crée une communauté étudiante dynamique. Le collège propose une variété d'options de logement, des chambres en pension complète aux logements en libre-service, et offre un soutien pour faciliter la transition vers la vie universitaire.
2. Repas en commun : L'une des caractéristiques distinctives de Queens' College est la tradition des repas en commun dans la grande salle du collège. Les étudiants se réunissent pour partager des repas et discuter, ce qui renforce le sentiment de communauté.
3. Sociétés et clubs : Queens' College abrite de nombreuses sociétés et clubs, couvrant une gamme d'intérêts, de la musique à la littérature en passant par les sports. Les étudiants ont la possibilité de s'impliquer dans ces activités pour rencontrer d'autres étudiants partageant les mêmes intérêts.
4. Événements et festivals : Le collège organise régulièrement des événements sociaux, des conférences et des festivals culturels pour enrichir la vie étudiante. Ces événements peuvent inclure des soirées à thème, des concerts, des expositions artistiques, et bien plus encore.
5. Le May Ball : Chaque année, Queens' College organise le célèbre May Ball, un bal prestigieux qui est l'un des événements les plus attendus du calendrier social de l'Université de Cambridge. Le bal propose de la musique live, de la danse, de la nourriture et des boissons pour célébrer la fin de l'année universitaire.
6. Sports et compétitions : Queens' College participe activement aux compétitions sportives intercollèges de l'Université de Cambridge. Les étudiants peuvent rejoindre des équipes sportives ou participer à des compétitions amicales.
7. Bibliothèque : La bibliothèque du collège est un lieu d'étude important pour les étudiants. Elle propose une vaste collection de livres, de manuscrits et de ressources pour soutenir la recherche académique.
8. Tutorat : Les étudiants de Queens' College bénéficient du système de tutorat de l'Université de Cambridge, qui offre un soutien académique individuel par le biais de réunions régulières avec des tuteurs expérimentés.
9. Engagement communautaire : Le collège encourage l'engagement des étudiants dans la communauté locale de Cambridge par le biais de programmes de bénévolat et de projets sociaux.

La vie étudiante à Queens' College offre un équilibre entre l'académique et le social, favorisant le développement personnel et la création de liens durables avec d'autres étudiants. Les nombreuses traditions et activités spécifiques au collège contribuent à forger une expérience étudiante unique et enrichissante.